# Krvava nedelja (1887)
Izraz krvava nedelja označuje dogodke 13. novembra 1887 v Londonu, ko je londonska policija nasilno zatrla irske demonstracije. Irci so protestirali proti vsiljevanju angleške politike in aretaciji irskega poslanca Williama O'Briena, ki je bil zaprt zaradi incidenta v t. i. zemljiški vojni. 
Na dan demonstracij se je zbralo približno 10.000 protestnikov pod vodstvom irske Socialdemokratske federacije in Irske nacionalne lige in se iz več smeri odpravilo proti Trafalgarskemu trgu v Londonu. Med protestniki je bil tudi George Bernard Shaw, ki je imel govor pred množico. Nasproti jim je stalo 2.000 policistov in 400 vojakov, ki so napadli protestnike in jih mnogo pretepli. Več sto ljudi je bilo ranjenih, vsaj trije so v spopadu umrli. Policija ni dobila ukaza streljati na protestnike ali uporabiti mečev, zato je bilo število žrtev razmeroma majhno.
Na račun spretnih govornikov je bil dogodek kljub temu deležen široke medijske pozornosti in razvnel burno javno razpravo o socialnem položaju nižjega razreda.